# Štefan Drozd
Štefan Drozd (* 28. prosince 1964 Příbram) je český politik a podnikatel, v letech 2020 až 2024 zastupitel Ústeckého kraje, od roku 2015 starosta města Klášterec nad Ohří na Chomutovsku, v minulosti člen TOP 09 a Soukromníků, později člen hnutí STAN.

## Život
Vystudoval SPŠ strojní Kladno a následně tehdejší VŠ strojní a elektrotechnickou v Plzni (dnes Západočeská univerzita v Plzni), kde promoval v roce 1987 a získal titul Ing.
Živil se jako podnikatel, v letech 2008 až 2015 byl jednatelem v soukromé rodinné firmě M.B.M. DROZD, která se zabývá prodejem ochranných pracovních pomůcek, obuvi a oděvů pro děti i dospělé. Od ledna 2016 je členem dozorčí rady akciové společnosti Nemocnice Kadaň, od prosince 2016 pak členem dozorčí rady v akciové společnosti Lázně Evženie. Od dubna 2016 je (s několikaměsíční přestávkou v roce 2019) členem správní rady obecně prospěšné společnosti Destinační agentura Dolní Poohří, která podporuje rozvoj cestovního ruchu v regionu. Působí také jako místopředseda Euroregionu Krušnohoří, který se věnuje přeshraniční spolupráci.
Štefan Drozd žije ve městě Klášterec nad Ohří v okrese Chomutov, konkrétně v části Miřetice u Klášterce nad Ohří. Je ženatý, má dceru Nelu a syna Štefana.

## Politické působení
V komunálních volbách v roce 2010 kandidoval jako člen TOP 09 do Zastupitelstva města Klášterec nad Ohří, ale neuspěl (stal se prvním náhradníkem). Zvolen byl až ve volbách v roce 2014 jako člen a lídr kandidátky Strany soukromníků ČR. Po rozpadu městské koalice a ustanovení nové koalice byl v říjnu 2015 zvolen novým starostou města a ve funkci vystřídal Kateřinu Mazánkovou. Ve volbách v roce 2018 nejprve jako člen a lídr kandidátky Soukromníků obhájil post zastupitele města a na začátku listopadu 2018 byl po druhé zvolen starostou města. Také ve volbách v roce 2022 obhájil post zastupitele města, tentokrát jako člen hnutí STAN z pozice lídra kandidátky uskupení „MÁME RÁDI KLÁŠTEREC - STAN“ (tj. hnutí STAN a nezávislí kandidáti). V říjnu 2022 byl po třetí zvolen i starostou města. V roce 2022 získal v soutěži Svazu měst a obcí ČR ocenění „Nejlepší starosta 2018–2022 Ústeckého kraje“.
V krajských volbách v roce 2012 kandidoval jako člen SsČR do Zastupitelstva Ústeckého kraje, ale neuspěl. Zvolen nebyl ani ve volbách v roce 2016, kdy vedl jako lídr z pozice člena SsČR kandidátku subjektu „Svobodní a Soukromníci“. Krajským zastupitelem se tak stal až po volbách v roce 2020, kdy kandidoval jako člen Soukromníků na kandidátce hnutí STAN. Ve volbách v roce 2024 obhajoval jako člen hnutí STAN post krajského zastupitele, ale neuspěl.
Ve volbách do Poslanecké sněmovny PČR v roce 2013 kandidoval v Ústeckém kraji jako člen SsČR, ale nebyl zvolen.
Ve volbách do Senátu PČR v roce 2024 kandidoval jako člen hnutí STAN v obvodu č. 5 – Chomutov. Se ziskem 9,46 % hlasů skončil na 6. místě a senátorem se tak nestal.
Ve sněmovních volbách v roce 2025 kandiduje na 11. místě kandidátní listiny hnutí STAN v Ústeckém kraji.